# Varnish
Varnish ist ein Cache für dynamische Webseiten mit viel Inhalt. Im Gegensatz zu anderen Reverse-Proxys, die häufig aus clientseitigen Proxys oder aus Servern entstanden, wurde Varnish von Grund auf als Reverse-Proxy konzipiert. Varnish wird von namhaften Internetseiten wie TAZ, Facebook, Twitter, SoundCloud, eBay, The New York Times, The Hindu, Vimeo, Die Zeit und Wikipedia eingesetzt.

## Entstehung
Das Projekt wurde initiiert durch den Online-Ableger der norwegischen Boulevardzeitung Verdens Gang. Architekt und Hauptentwickler ist der unabhängige dänische Softwareentwickler Poul-Henning Kamp. Management, Infrastruktur und zusätzliche Entwicklung wurden ursprünglich auch von der norwegischen Linux-Beratungsfirma Linpro zur Verfügung gestellt. Support, Management und Entwicklung von Varnish wurde später in eine eigenständige Firma, Varnish Software, ausgelagert.
Varnish ist freie Software, die unter der BSD-Lizenz steht. Kommerzieller Support wird unter anderem von Varnish Software angeboten.

## Versionen
| Version | Veröffentlichungsjahr | Anmerkungen/Referenzen |
| ------- | --------------------- | ---------------------- |
| 1.0     | 2006                  | [ 7 ]                  |
| 2.0     | 2008                  | [ 8 ]                  |
| 3.0     | 2011                  | [ 9 ] [ 10 ]           |
| 4.0     | 2014                  | [ 11 ]                 |
| 5.0     | 2016                  | [ 12 ]                 |
| 6.0     | 2018                  | [ 13 ]                 |
| 7.0     | 2021                  | [ 14 ]                 |

## Architektur
Varnish legt Daten im virtuellen Speicher ab und überlässt dem Betriebssystem die Entscheidung, was im Hauptspeicher verbleiben und was auf die Festplatte ausgelagert werden soll. Dies trägt dazu bei, Situationen zu vermeiden, in denen das Betriebssystem beginnt, Daten zu cachen, während sie durch die Applikation auf die Festplatte geschrieben werden.
Darüber hinaus ist Varnish stark thread-basiert. Jede Verbindung zu einem Client wird als separater Arbeitsthread behandelt. Ist das voreingestellte Limit von aktiven Arbeitsthreads erreicht, werden eingehende Verbindungen in eine Überlaufwarteschlange gestellt. Erst wenn das voreingestellte Limit dieser Warteschlange erreicht ist, werden eingehende Verbindungen abgelehnt.
Der hauptsächliche Konfigurationsmechanismus ist die Varnish Configuration Language (VCL), eine domänenspezifische Sprache, die dazu verwendet wird, bei kritischen Punkten in der Anfragebehandlung Hooks zu schreiben. Die meisten dieser Entscheidungen bleiben dabei dem VCL-Code überlassen, was Varnish deutlich stärker konfigurierbar und anpassbar macht als die meisten anderen Reverse-Proxys. Wenn ein VCL-Skript geladen wird, findet eine Übersetzung in C statt, es wird als Shared Object kompiliert und direkt in den Proxy gelinkt.
Eine Reihe von Laufzeiteinstellungen kontrollieren Parameter wie die maximale und minimale Anzahl der Arbeits-Threads und diverse Timeouts. Eine Schnittstelle auf Kommandozeilenebene erlaubt die Änderung dieser Parameter und das Kompilieren, Laden und Aktivieren neuer VCL-Skripte ohne einen Neustart des Proxys.
Um die Anzahl der Systemaufrufe auf ein Minimum zu reduzieren, werden Logdaten im Shared Memory abgelegt und die Aufgaben der Filterung, Formatierung und Speicherung auf Festplatte an eine getrennte Applikation übergeben.

## Geschwindigkeit
Während Varnish so entwickelt wurde, dass Threads möglichst reibungslos nebeneinander ablaufen können, kann die Performance von Varnish nur so gut sein wie die Implementierung der pthreads auf dem Betriebssystem. Eine schlechte malloc-Implementierung kann außerdem unnötige Ressourcen beanspruchen und damit die Performance begrenzen.

## Lastverteilung
Varnish unterstützt Lastverteilung sowohl im Round-Robin-Verfahren als auch zufällig gesteuert.